# Tanzimat
Tanzimat (تنظيمات), el significat del qual en àrab és "regulació i organització", ve a definir el període entre 1839 i 1876 en què al si de l'Imperi Otomà es va executar una política de renovació a tots els nivells, en un intent de modernitzar l'imperi davant de la pressió de les potències occidentals, alhora que va procurar modernitzar l'aparell polític, econòmic, burocràtic i social que havien regit en la Sublim Porta en els segles anteriors.

## Precedents
Durant el s. XVII l'Imperi Otomà va sofrir una sèrie de derrotes militars, primer per part dels Habsburgo, i anys més tard, a les mans de Rússia, per les que va perdre la península de Crimea i la zona nord del Danubi o l'est del Dnièster. D'altra banda, els governants de les províncies del nord de l'Àfrica i algunes d'Àsia gaudien d'un gran marge d'independència respecte del govern central.
Davant d'aquesta situació de declivi hi va haver dues corrents ideològiques que van intentar donar una explicació a aquest fenomen, i alhora intentaran aportar propostes perquè la crisi imperial no s'aguditzés encara més. Un corrent tradicional sostenia que el problema raia en les institucions otomanes, pel que van plantejar la tornada als models del s. XV. Paral·lelament a això, un sector més modernista va posar èmfasi que l'Imperi Otomà estava endarrerit en relació amb les potències europees. Serà aquest model el que finalment es va imposar, donant peu a una sèrie de reformes per a la modernització de l'imperi a partir del soldanat de Mahmut II.

## El Període de la Tanzimat (1839- 1876)
La idea principal d'aquest període va ser la integració de tots els seus habitants, sense tenir en compte les seves creences religioses; se'ls va oferir un mínim de seguretat, hisenda o pagament d'impostos basat en sistemes més occidentals; servei militar, etc. per atorgar una major igualtat entre la ciutadania i lluitar contra sentiments nacionalistes que havien brollat dins de l'Imperi, com va ser el cas d'Egipte, amb Muhammad Ali Pasha al capdavant.
Fins i tot alguns polítics reformistes, que prèviament havien treballat en ambaixades dels països occidentals, van exportar idees dels esmentats països per al profit turc; els departaments governamentals es transformarien en ministeris, amb un funcionament basat en el sistema occidental. Hi va haver reformes polítiques, avenços tecnològics, introduint-se, per exemple, el telègraf o el ferrocarril. Es van suprimir els genísser, el que va ser el punt de partida cap a la modernització de l'exèrcit.
Però les estructures bèl·liques modernes eren cares, calia pagar impostos més alts per al manteniment de l'esmentada força, per la qual cosa es va necessitar una burocràcia més preparada i eficaç, alhora que un sistema educatiu per formar funcionaris per a l'Estat i oficials per a l'exèrcit. Al costat d'això, la resta de les reformes també costaven diners, el que va portar a l'Imperi Otomà a hipotecar el seu esdevenir econòmic, demanant préstecs a les nacions europees. La incapacitat d'assumir els seus deutes, va portar els Estats europeus a controlar directament o indirectament l'economia turca.

## El Noble Edicte de la Cambra Rosa
El segon problema a què es va enfrontar l'Imperi Otomà va ser l'Edicte de Gülhane (Gülhane Hatt- erifi) promulgat el 3 de novembre de 1839, que va ser corroborat per l'Edicte Imperial (Islahat Hatt- Hümayunuo Islahat Ferman) de 18 de febrer de 1856, i que va consistir a donar els primers passos per dotar tots els ciutadans otomans, independentment de la seva religió, d'una igualtat de drets, una cosa que va irritar a les faccions més conservadores del país. Finalment no van tenir cap altra opció llevat d'acatar-lo, a causa que l'edicte va ser recolzat per les potències europees, cada vegada més presents en el panorama turc.

## Rivalitat amb Rússia
L'Imperi Rus no es va mantenir indiferent a les reformes turques, i davant de la possibilitat de la caiguda de l'Imperi Otomà, el tsar Nicolau I va forçar la situació fins a provocar la Guerra de Crimea, en la qual cauria derrotat el mateix tsar, gràcies en gran manera a l'aliança franco-anglesa (que van entrar en la guerra per frenar l'avenç rus cap a la Mediterrània, i a la negativa d'Àustria a intervenir en la guerra en suport de la causa russa.
Malgrat la victòria, la pitjor part va ser per als turcs, que en ple procés de reconstrucció estatal i submergits en una crisi econòmica, es van trobar amb l'obligació de finançar una guerra, la qual cosa va agreujar la seva situació financera, alhora que va liderar el capítol de baixes humanes (junt amb Rússia).
La contesa va finalitzar oficialment amb el Tractat de París (1856), on els turcs foren alliberats de tota ingerència russa en els seus territoris, però al seu torn, van haver de cedir part dels seus drets als estrets del Bòsfor i dels Dardanels.

## Cap a un estat modern
Les tensions provocades pel Tanzimat van arribar de totes les direccions, tant en els qui creien que les reformes no arribarien massa lluny, com els detractors d'aquestes, un sector conservador que no veia més que efectes negatius en els canvis que s'estaven donant al si de la societat turca. En aquest context es va arribar a la dècada de 1860, on un grup de joves, conegut com a Joves Otomans, van demanar noves reformes i una Constitució, i que va arribar el 1876, encara que va ser anul·lada dos anys més tard. Des d'aquell moment i fins a 1908 van seguir una sèrie de conspiracions contra el govern, desembocant en una revolució militar i la caiguda del sultà Abdul Hamid II, amb la restauració de la constitució de 1876, seguida de reformes més radicals que les de la passada centúria. Abdul Hamid no creia que el moviment Tanzimat pogués aconseguir ajudar els diferents pobles de l'imperi a arribar a la identitat comuna de l'otomanisme, i va adoptar un nou principi ideològic, el panislamisme.
Malgrat la pèrdua de gran part de les seves províncies durant el segle xix i principis del XX (Grècia, Sèrbia, Valàquia, Macedònia, Moldàvia, Albània, part de Bulgària, Algèria, Líbia, Tunísia i Egipte), ningú no es va imaginar el col·lapse que sofriria l'Imperi després de la Primera Guerra Mundial. El govern va cometre l'error d'aliar-se amb els Imperis Centrals, i el saldo va ser la pèrdua de totes les províncies asiàtiques, excepte Anatòlia.
El 1920 es va firmar el Tractat de Sèvres, pel qual no solament va perdre les províncies àrabs, sinó que va sofrir la divisió d'Anatòlia. Paral·lelament, va aparèixer un moviment nacionalista liderat per Mustafa Kemal (Atatürk), que va dur a terme una resistència armada contra els grecs, que al final de la I Guerra Mundial havien envaït l'Imperi Otomà i contra els armenis que no van poder construir el seu estat de la Gran Armènia. Al seu torn, el sultà va abdicar l'1 de novembre de 1922, desapareixent la dinastia otomana, la qual cosa va posar punt final a l'Imperi Otomà i va donar pas a la República de Turquia, el líder de la qual serà Ataturk.